# Niemiselet
Het Niemiselet is een meer in Zweden. Het meer ligt in de  gemeente Gällivare ten zuidoosten van Niemisel. Niemiselet betekent verbreding, selet, bij schiereiland, niemi. Het is een verbreding in de Råneälven, die bij Niemisel begint en bij het eiland Niemiholm eindigt.